# Xã Handy, Michigan
Xã Handy (tiếng Anh: Handy Township) là một xã thuộc quận Livingston, tiểu bang Michigan, Hoa Kỳ. Năm 2010, dân số của xã này là 8.006 người.